# Mark Irwin
Mark Irwin, A.S.C., C.S.C. (Toronto, Ontario, Canadá, 7 de Agosto de 1950) é um diretor de fotografia canadense.
Ele trabalhou com o cineasta canadense David Cronenberg desde nos anos 70 e 80, por exemplo: The Brood (1979), Scanners (1981), Videodrome (1983), The Dead Zone (1983) e The Fly (1986). Originalmente, trabalhou com Cronenberg como diretor da fotografia do filme Dead Ringers (1988), mas Irwin abandonou o projeto e acabou por substituir pelo diretor de fotografia britânico Peter Suschitzky.
Ele trabalhou com os cineastas tais como David Cronenberg, Wes Craven e os irmãos Peter e Bobby Farrelly.